# Eugenia kuhlmanniana
Eugenia kuhlmanniana là một loài thực vật có hoa trong Họ Đào kim nương. Loài này được Mattos & D.Legrand mô tả khoa học đầu tiên năm 1975.